# E-Prime
E-Prime bezeichnet das Vorhaben einer Änderung des englischen Wortschatzes, so dass alle Formen des Verbs „to be“ (sein) vermieden werden: am, are, is, was, were, been und being, sowie ihre Kontraktionen, wie „it’s“ und „I’m“. Diese Einschränkung schließt unter anderem die Verwendung des Passivs aus, wodurch der Verfasser oder Sprecher den jeweils Wirkenden, Handelnden oder Entscheidungstreffenden klar benennen muss. Nach Ansicht der Befürworter zwingt es den Verfasser oder Sprecher anders zu denken. Das Ergebnis ist eine Sprache, die von den meisten Leuten als einfacher zu lesen empfunden wird.
Einige bezeichnen E-Prime als eine Variante der englischen Sprache, während andere es als eine Geistesdisziplin ansehen, ihre eigene Rede zu filtern und Reden von anderen zu übersetzen. Beispielsweise ändert sich das grammatische Konstrukt „The movie was good.“ (Der Film war gut.) zu „I liked the movie.“ (Ich mochte den Film.). Jemandem zu erklären „dass der Film gut war“ unterstellt die Güte des Films, anstatt jemandem die subjektive Erfahrung im Zusammenhang mit dem Film mitzuteilen. Die Verwendung von E-Prime erschwert Verfasser und Leser die Verwechslung der Meinung des Verfassers mit einer sicheren Tatsache.

## Geschichte
D. David Bourland, jr. (1928–2000) schlug E-Prime zusätzlich zu Alfred Korzybskis allgemeiner Semantik einige Jahre nach dem Tod Korzybskis (1950) vor. Bourland, der unter Korzybski studierte, prägte den Begriff 1965 in dem Artikel A Linguistic Note: Writing in E-Prime (ursprünglich veröffentlicht in General Semantics Bulletin). Dieser kam schnell in Kontroverse innerhalb der allgemeinen Semantik, teilweise weil manche Befürworter der allgemeinen Semantik durch Bourland einen Angriff auf das Verb "to be" als solches sahen, und nicht auf bestimmte Verwendungen des Verbs.
Er sammelte und veröffentlichte drei Artikelbände zur Unterstützung seiner Idee. Die erste trug den Titel: To Be or Not: An E-Prime Anthology: 1991, San Francisco: International Society for General Semantics, Hrsg. D. David Bourland, Jr. and Paul Dennithorne Johnston. Die zweite: More E-Prime: To Be or Not II: 1994, Concord, California: International Society for General Semantics. Bourland und Johnston veröffentlichten ein drittes Buch E-Prime III: a third anthology: 1997, Concord, California: International Society for General Semantics.
Korzybski (1879–1950) hatte entschieden, dass die zwei Formen des Verbs „to be“ – das „is“ der Identität und das „is“ der Aussage – strukturelle Probleme besitzen. Zum Beispiel hat der Satz „The coat is red.“ (Der Mantel ist rot.) keinen Beobachter. Der Satz „We see the coat as red.“ (Wir sehen den Mantel rot.), in dem „we“ der Beobachter ist, erscheint im Kontext, was Farben betrifft, spezifischer, wie es auch durch die moderne Wissenschaft festgestellt wird, dass Farbempfinden aus einer Reaktion im menschlichen Gehirn resultiert.
Korzybski unterstrich die Kreisförmigkeit vieler Wörterbuchdefinitionen. Er schlug vor die Konvention anzunehmen und beschrieb unter Mathematikern das Einräumen einer minimalen Menge von Ausdrücken als notwendigerweise „undefiniert“; er wählte „Struktur“, „Ordnung“ und „Relation“.
Korzybski empfahl das Bewusstsein für strukturelle Werte einfach durch Training der allgemeinen Semantik zu schärfen.

## Unterschiedliche Funktionen von „to be“
In der englischen Sprache hat das Verb „to be“ einige eindeutige Funktionen:
- Identität, der Form „Substantiv Kopula Substantiv“ [The cat is an animal] (die Katze ist ein Tier)
- Aussage, der Form „Substantiv Kopula Adjektiv“ [The cat is furry] (die Katze ist haarig)
- Helfer, der Form „Substantiv Kopula Verb“ [The cat is sleeping]; [The cat is bitten by the dog] (die Katze schläft); (Die Katze wird vom Hund gebissen)
- Bestehen, der Form „Kopula Substantiv“ [There is a cat] (es gibt eine Katze)
- Position, der Form „Substantiv Kopula Ort“ [The cat is on the mat] (die Katze ist auf der Matte)

Für besonders schädlich hält Bourland die Funktionen „Identität“ und „Aussage“, schlägt aber vor, der Einfachheit halber alle Formen zu vermeiden.

## Grundprinzip
E-Prime zwingt einen Verfasser, Verben sorgfältig zu wählen: Das Weglassen von „to be“ eliminiert implizit das Passiv und die Verlaufsform. Einige Verben wie „can“ benutzen bei manchen Zeitformen und Stimmungen Paraphrasen, die "to be" miteinbeziehen. Diese Abgrenzung alleine macht für Befürworter einiges im Stil von E-Prime aus, da viele Stilisten solche Konstrukte zu häufig in englischen Schriften erkennen. Selbstverständlich kann es auch viele Schwierigkeiten beim Erlernen von E-Prime bereiten.
Bourland und andere Befürworter suggerieren, dass der Gebrauch von E-Prime zu einer weniger dogmatischen Art der Sprache führt und die Möglichkeit für Missverständnisse und Konflikte verringert. Zu beachten ist, dass einige Sprachen Äquivalente von „to be“ anders behandeln, ohne ihren Sprechern irgendwelche offensichtlichen Vorteile zu verschaffen. Zum Beispiel mangelt es in der arabischen und russischen Sprache bereits an Verbformen von „sein“ im Präsens. Wenn man, auf Arabisch erklären wollte, dass ein Apfel rot aussieht, würde man nicht buchstäblich sagen „der Apfel ist rot“, sondern „der Apfel rot“. Das heißt, Sprecher können mit einem Verb der Art von „to be“, mit ihren semantischen Vor- und Nachteilen, kommunizieren, ohne dass das Wort selbst existieren muss. So beheben sie nicht die Mehrdeutigkeiten, die E-Prime ohne zusätzliche Regel, wie dass alle Sätze ein Verb enthalten müssen, zu vermeiden versucht. Ähnlich unterscheidet Ainu nicht zwischen „sein“ und „werden“; so bedeutet ne sowohl „sein“ als auch „werden“ und pirka bedeutet äquivalent dazu „gut“, „gut sein“ und „gut werden“. Viele Sprachen, wie Japanisch, Spanisch und Hebräisch, unterscheiden Existenz/Ort von Identität/Aussage.
Zwischen E-Prime und Charles Kay Ogdens Basic English mangelt es an Kompatibilität: Basic English besitzt eine feste Menge an Worten, die beispielsweise die Verben „to become“, „to remain“ und „to equal“ nicht enthält. In E-Prime kann man diese Verben hingegen problemlos zur Beschreibung exakter Daseinszustände verwenden. E-Prime schließt lediglich Formen von „sein“ aus, während Basic English „to be“ beinhaltet.
Weiterhin könnten Änderungen, wie jene von E-Prime vorgeschlagenen, genug Möglichkeiten, in afroamerikanischem Englisch Aspekte auszudrücken, eliminieren, so dass man die Sprache nicht mehr richtig verwenden kann, falls die Änderungen wahllos und pedantisch angewandt werden.
Alfred Korzybski kritisierte den Gebrauch des Verbs „to be“, denn „jede Aussage, die das Wort 'is' [oder seine verwandten Worte 'are', 'be', etc.] enthält, verursacht ein strukturelles Durcheinander, welches schließlich der Geburt ernster Irrtümer behilft“. Noam Chomsky, der als der Vater der modernen Linguistik angesehen ist, hat die Kritik Korzybskis in Hinblick auf seine Meinungsänderung kommentiert:

„Manchmal kann das, was wir sagen, irreführend sein, manchmal nicht, abhängig davon, worauf wir achtgeben. Wenn es noch etwas [in der Arbeit Korzybskis] gibt, sehe ich es nicht. Das war die Schlussfolgerung meiner Arbeit als Student vor 60 Jahren. Beim ausführlichen Lesen von Korzybski konnte ich nichts finden, das nicht entweder trivial oder falsch war. Was neuro-linguistische Effekte des Gehirns angeht, war, als er das schrieb, davon nichts bekannt und sehr sehr wenig von dem, was jetzt relevant ist.“

## Zu vermeidende Formen
„To be“ gehört im Englischen zu der Menge der unregelmäßigen Verben; einige, insbesondere diejenigen, die Englisch als Fremdsprache erlernten, können Schwierigkeit haben, alle seine Formen zu erkennen. Zusätzlich wird im umgangssprachlichen Englisch häufig „to be“ an Pronomina oder vor dem Wort „not“ an. E-Prime verbietet die folgenden Wörter als Formen von "to be":
- be
- being
- been
- am
- is; isn’t
- are; aren’t
- was; wasn’t
- were; weren’t
- aus Pronomen und einer Konjugation von „to be“ gebildete Kontraktionen:
  - I’m
  - you’re; we’re; they’re
  - he’s; she’s; it’s
  - there’s; here’s
  - where’s; how’s; what’s; who’s
- E-Prime verbietet ebenfalls die Konkatenation von „to be“ in den nicht standardisierten Dialekten von Englisch, wie:
  - ain’t
  - hain’t (wenn „ain’t“ anstatt von „haven’t“ abgeleitet)

### Erlaubte Wörter
E-Prime verbietet nicht die folgenden Wörter, weil sie nicht von „to be“ abgeleitet sind. Einige dienen als ähnliche grammatische Funktionen (siehe Hilfsverb).
- become
- has; have
- I’ve; you’ve
- do; does; doing; did
- can; could
- will; would
- shall; should
- ought

### Erlaubte Wörter mit verbotenen Homophonen oder Homographen
Die folgenden Wörter können entweder als Homograph oder Homophon als Form von „to be“ auftreten, aber sie haben nicht die gleiche Bedeutung.
- its,[2] das besitzanzeigende geschlechtsneutrale Pronomen „it“ im Singular
- Kontraktionen der Form „’s“, abgeleitet von „has“
- „hain’t“, in nicht standardisierten Dialekten, wenn es von „haven’t“, aber nicht von „ain’t“ abgeleitet ist

## Beispiele
Diese kurzen Beispiele sollen einige Wege zeigen, wie gewöhnliche englische Sätze in E-Prime ausgedrückt werden können.
| gewöhnliches Englisch | E-Prime |
| --- | --- |
| | |
| To be or not to be, That is the question. – Shakespeare, Hamlet | To live or not to live. That I must answer. |
| | |
| Roses are red; Violets are blue. Honey is sweet, And so are you. | Roses appear red; Violets seem blue. Honey tastes sweet, And you elicit love. |
| | |
| Alice was beginning to get very tired of sitting by her sister on the bank, and of having nothing to do: once or twice she had peeped into the book her sister was reading, but it had no pictures or conversations in it, 'and what is the use of a book,' thought Alice 'without pictures or conversation? – Lewis Carroll, Alice im Wunderland | Alice began to tire of sitting by her sister on the bank, and of having nothing to do: once or twice she had peeped into the book her sister read, but it had no pictures or conversations in it, 'and what use does a book have,' thought Alice 'without pictures or conversation?' |

### Wörtliche und sinngemäße Übersetzung von E-Prime
Im ursprünglichen Vers (Roses are red/…) drückt der Sprecher einen Glauben an Absolute aus: „gerade da es zutreffend ist, dass Rosen rot sind und Veilchen blau sind, ist es zutreffend, dass du so süß wie Honig bist“. Aber E-Prime versucht diese Art des Denkens und Schreibens zu vermeiden.

### Erstes Beispiel der wörtlichen Übersetzung
Eine E-Prime-Übersetzung, die versucht die wörtliche Bedeutung des Originals zu konservieren, könnte lauten:
Roses look red;

Violets look blue.

Honey pleases me,

And so do you.

### Zweites Beispiel der wörtlichen Übersetzung
Das folgende Beispiel entfernt die Metapher, die in Zeile vier des Originals angedeutet wird („du bist süß wie Honig“), um eine wörtliche Bedeutung von Zeile drei beizubehalten, nämlich dass Honig süß schmeckt. Folglich wird in Zeile vier eine vergleichbare Formulierung verwendet: „Honig schmeckt süß, und etwas von deinem Charakter macht dich so süß wie Honig.“ Dieses Beispiel nimmt an, dass der Sprecher nicht meint der Empfänger des Gedichts schmecke gut ("tastes sweet"), sondern so was wie er den Empfänger süß wie Honig findet. Dabei wird versucht die Metrik und den Rhythmus des Originals beizubehalten und Formen von "to be" zu vermeiden.
Roses look red;

Violets look blue.

Honey tastes sweet,

As sweet as you.

### Ein Beispiel der Übersetzung im Sinne von E-Prime
Bei einem Versuch, die Übernahme von („what is“) aus dem Original zu subtrahieren und Gedanken und Perspektiven im Sinne von E-Prime darzustellen, versucht die folgende Übersetzung, die Bedeutung direkt von den Gefühlen eines hypothetischen Sprechers zum Empfänger hin zu erklären und die Bedeutung durch die Wahrnehmung des Sprechers der Welt zu erklären. Deshalb ändert die folgende Übersetzung die Bedeutung des Gedichts.
Roses seem red;

Violets seem blue.

I like honey,

And I like you.
Diese Version versucht etwas auszusagen wie „Ich nehme, die natürliche Welt in der Art war, wie die meisten Menschen das tun. (Kaum jemand würde bestreiten, dass die meisten Rosensorten für das menschliche Auge rot erscheinen, oder dass Veilchen blau erscheinen können). Wenn ich sage, ich mag Honig, sage ich euch dass ich eine Sache mag die meist süß schmeckt und die man auf andere Weise als erfreulich wahrnimmt. Mit Behauptung Honig zu mögen und dich zu mögen behaupte ich diese Aussage mit einer Gewissheit zu machen, wie sie die menschliche Wahrnehmung erlaubt.“